# ترولئاندومایسین
ترولئاندومایسین (به انگلیسی: Troleandomycin) دارویی است که برای درمان عفونت‌های حاد دستگاه تنفسی و عفونت‌های ناشی از استرپتوکوکوس پیوژنوس استفاده می‌شود. مصرف این دارو هر ۶ ساعت به صورت یک کپسول یا یک قاشق مربا خوری شربت است.

## ملاحظات
مصرف این دارو برای بیماری‌های کبدی ممنوع است.

## عوارض جانبی
مصرف این دارو گاهی موجب تهوع و استفراغ می‌شود.